# José Cadalso
José Cadalso y Vázquez de Andrade (8. října 1741, Cádiz – 27. února 1782, Gibraltar) byl španělský důstojník a preromantický dramatik a básník.

## Život
Pocházel z obchodnické rodiny a po otci byl potomek starého baskického rodu. Vzdělání získal nejprve u jezuitů a pak studoval v Paříži na Lyceu Ludvíka Velikého a v Madridu na Real Seminario de Nobles. Poté cestoval po Evropě (Anglie, Německo a Itálie) a všude studoval místní historii a literaturu. Naučil se také několik cizích jazyků, uměl anglicky, francouzsky a italsky.
Roku 1761 se po smrti svého otce vrátil do vlasti, a protože mu otec zanechal jenom dluhy, vstoupil roku 1762 z existenčních důvodů do armády. Roku 1764 byl jmenován kapitánem a usadil se v Madridu. Přátelství s dramatikem Nicolásem Fernándezem de Moratín ho přivedlo k divadlu a do kroužku významných španělských vzdělanců. Roku 1768 byl nucen Madrid opustit po skandálu s jeho pamfletem o volných mravech španělské aristokracie. Odjel do Zaragozy, kde napsal velkou část svých básnických děl, vydaných později ve sbírce Volné chvíle mého mládí.
Roku 1770 se vrátil do Madridu, kde prožil vášnivý milostný vztah s herečkou Marií Ignacií Ibáñezovou. Pod pseudonymem Juan de Valle pro ni napsal hlavní ženskou roli ve své tragédii Don Sancho Garcia, která měla nepříliš úspěšnou premiéru roku 1771. Několik měsíců po premiéře herečka náhle zemřela, což mělo u něho za následek velký duševní otřes a inspirovalo jej k napsání hluboce melancholických a vášnivých básní. Vydal také několik děl pod jménem José Vázquez. Roku 1773 byl jeho pluk převelen do Salamanky, kde se spřátelil se skupinou básníků tzv. salamanské školy (například Juan Meléndez Valdés a další), na které měl velký vliv.
Stal se rovněž členem rytířského řádu svatého Jakuba a roku 1781 byl jmenován plukovníkem. Padl roku 1782 při španělském obléhání Gibraltaru. Pochován je ve farním kostele Santa Maria la Coronada v San Roque.
Jeho básně, napsané po smrti milované ženy, a další lyrické skladby jsou začátkem přechodu od klasicismu k romantismu ve španělské literatuře.

## Výběrová bibliografie

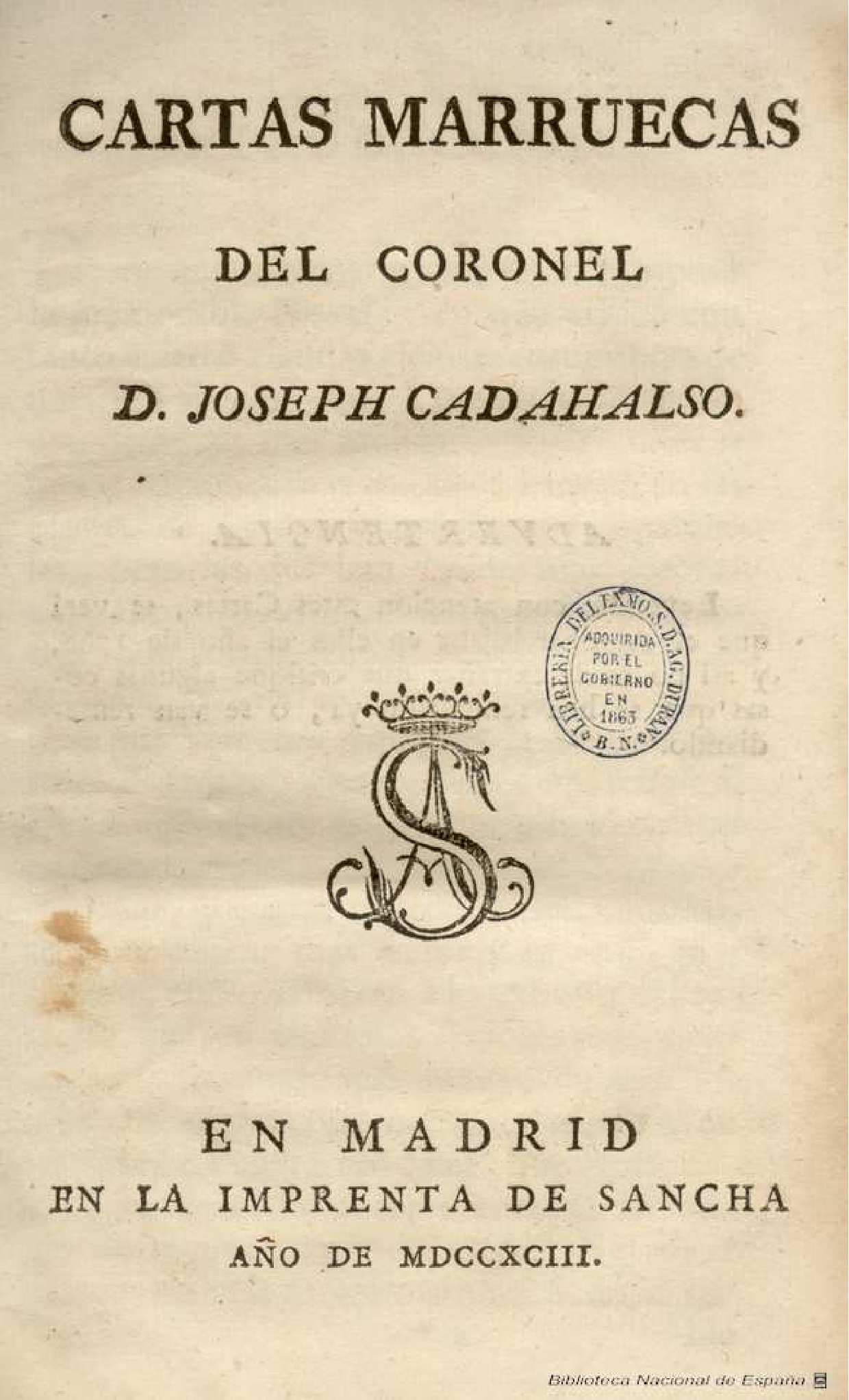
Marocké listy, první knižní vydání z roku 1793

- Don Sancho García (1771), tragédie ve verších uvedená pod pseudonymem Juan de Valle.
- Los eruditos a la violeta (1772, Učenci bez učenosti), duchaplná prozaická satira na domýšlivé polovzdělance, napsaná pod pseudonymem José Vázquez.
- Ocios de mi juventud (1773, Volné chvíle mého mládí), sbírka anakerontské poezie, napsaná pod pseudonymem José Vázquez.
- Noches lúgubres (časopisecky 1789-1790, knižně 1792, Truchlivé noci), posmrtně vydané básně, které autor napsal po smrti své milenky, herečky Maríe Ignacie Ibáñezové. V mnohém připomínají dílo anglického básníka Edwarda Younga Nářek aneb Noční rozjímání a vyznačují se tak hlubokou melancholií a rozbouřenou vášnivostí, že je lze již považovat za romantické dílo.[5] Jedná se o tři básně (noci), třetí je nedokončená (její dokončení ve vydání z roku 1815 je apokryfní). Hrdina básní šílí po smrti své milenky, má úmysl exhumovat a unést její mrtvé tělo a pak spáchat sebevraždu.[7]
- Cartas marruecas (časopisecky 1789, knižně 1793, Marocké listy), po Truchlivých nocích další autorovo vrcholné dílo, v nichž po vzoru Perských listů Charlese Louise Montesquiea analyzuje příčiny úpadku Španělska a omyly v jeho koloniální politice.[5]

## Česká vydání
Ukázky z autorovy tvorby včetně Truchlivých nocí  jsou obsaženy v antologii španělských básníků 18. století Heroldové jasu, Praha: Ivo Železný 2006, přeložil Miloslav Uličný.